# Rimae Pitatus
Rimae Pitatus – grupa rowów  na powierzchni Księżyca o średnicy około 94 km. Znajduje się wewnątrz krateru Pitatus na południowym brzegu Mare Nubium na współrzędnych selenograficznych ☾ 28,5°S 13,8°W/-28,500000 -13,800000. Nazwa tego systemu kanałów została nadana w 1964 roku przez Międzynarodową Unię Astronomiczną i pochodzi od krateru Pitatus.